# Mellanvikt i fristil i brottning vid olympiska sommarspelen 1980
Herrarnas brottningsturnering i fristil i viktklassen mellanvikt vid olympiska sommarspelen 1980 avgjordes i CSKA Moskva i Moskva.

## Medaljörer
| Klass      | Guld                      | Silver                                | Brons                  |
| Mellanvikt | Ismail Abilov · Bulgarien | Magomedchan Aratsilov · Sovjetunionen | István Kovács · Ungern |

## Resultat
Legend
- TF — Vinst genom fall
- IN — Vinst genom att motståndaren skadas
- DQ — Vinst genom passivitet
- D1 — Vinst genom passivitet, vinnaren är också passiv
- D2 — Båda brottarna förlorade på grund av passivitet
- FF — Vinst genom förverkande
- DNA — Anlände inte
- TPP — Totala straffpoäng
- MPP — Matchstraffpoäng

Straff
- 0 — Vinst genom fall, teknisk överlägsenhet, passivitet, skada och förverkande
- 0.5 — Vinst på poäng, 8-11 poängs skillnad
- 1 — Vinst på poäng, 1-7 poängs skillnad
- 2 — Vinst på passivitet, vinnaren är också passiv
- 3 — Förlust på poäng, 1-7 poängs skillnad
- 3.5 — Förlust på poäng, 8-11 poängs skillnad
- 4 — Förlust genom fall, teknisk överlägsenhet, passivitet, skada och förverkande

### Elimineringsrunda

#### Omgång 1
| TPP | MPP |                            | Poäng     |                             | MPP | TPP |
| --- | --- | -------------------------- | --------- | --------------------------- | --- | --- |
| 1   | 1   | István Kovács (HUN)        | 3 - 3     | Günter Busarello (AUT)      | 3   | 3   |
| 4   | 4   | Zachée N'Dock (CMR)        | TF / 4:21 | Mohammad El-Oulabi (SYR)    | 0   | 0   |
| 4   | 4   | Sören Claeson (SWE)        | TF / 4:01 | Ismail Abilov (BUL)         | 0   | 0   |
| 4   | 4   | Ahmadjan Khashan (AFG)     | DQ / 7:59 | Henryk Mazur (POL)          | 0   | 0   |
| 4   | 4   | Vasile Ţigănaş (ROU)       | TF / 1:43 | Zevegiin Düvchin (MGL)      | 0   | 0   |
| 4   | 4   | Armin Weier (GDR)          | TF / 5:04 | Magomedchan Aratsilov (URS) | 0   | 0   |
| 4   | 4   | Abdulrahman Mohammed (IRQ) | TF / 7:31 | Abdula Memedi (YUG)         | 0   | 0   |

#### Omgång 2
| TPP | MPP |                             | Poäng     |                            | MPP | TPP |
| --- | --- | --------------------------- | --------- | -------------------------- | --- | --- |
| 1   | 0   | István Kovács (HUN)         | TF / 4:48 | Zachée N'Dock (CMR)        | 4   | 8   |
| 3   | 0   | Günter Busarello (AUT)      | DQ / 6:58 | Mohammad El-Oulabi (SYR)   | 4   | 4   |
| 7   | 3   | Sören Claeson (SWE)         | 5 - 11    | Henryk Mazur (POL)         | 1   | 1   |
| 0   | 0   | Ismail Abilov (BUL)         | TF / 0:46 | Vasile Ţigănaş (ROU)       | 4   | 8   |
| 1   | 1   | Zevegiin Düvchin (MGL)      | 14 - 11   | Armin Weier (GDR)          | 3   | 7   |
| 0   | 0   | Magomedchan Aratsilov (URS) | TF / 1:48 | Abdulrahman Mohammed (IRQ) | 4   | 8   |
| 0   |     | Abdula Memedi (YUG)         |           | Bye                        |     |     |
| 4   |     | Ahmadjan Khashan (AFG)      |           | DNA                        |     |     |

#### Omgång 3
| TPP | MPP |                          | Poäng     |                             | MPP | TPP |
| --- | --- | ------------------------ | --------- | --------------------------- | --- | --- |
| 3   | 3   | Abdula Memedi (YUG)      | 3 - 4     | István Kovács (HUN)         | 1   | 2   |
| 7   | 4   | Günter Busarello (AUT)   | DQ / 7:25 | Ismail Abilov (BUL)         | 0   | 0   |
| 7.5 | 3.5 | Mohammad El-Oulabi (SYR) | 6 - 15    | Henryk Mazur (POL)          | 0.5 | 1.5 |
| 5   | 4   | Zevegiin Düvchin (MGL)   | DQ / 5:49 | Magomedchan Aratsilov (URS) | 0   | 0   |

#### Omgång 4
| TPP | MPP |                     | Poäng     |                             | MPP | TPP |
| --- | --- | ------------------- | --------- | --------------------------- | --- | --- |
| 7   | 4   | Abdula Memedi (YUG) | TF / 4:19 | Ismail Abilov (BUL)         | 0   | 0   |
| 3   | 1   | István Kovács (HUN) | 6 - 4     | Zevegiin Düvchin (MGL)      | 3   | 8   |
| 5.5 | 4   | Henryk Mazur (POL)  | TF / 5:49 | Magomedchan Aratsilov (URS) | 0   | 0   |

#### Omgång 5
| TPP | MPP |                     | Poäng |                             | MPP | TPP |
| --- | --- | ------------------- | ----- | --------------------------- | --- | --- |
| 4   | 1   | István Kovács (HUN) | 7 - 4 | Henryk Mazur (POL)          | 3   | 8.5 |
| 1   | 1   | Ismail Abilov (BUL) | 8 - 4 | Magomedchan Aratsilov (URS) | 3   | 3   |

### Sista omgångarna
| TPP | MPP |                             | Poäng     |                             | MPP | TPP |
| --- | --- | --------------------------- | --------- | --------------------------- | --- | --- |
|     | 1   | Ismail Abilov (BUL)         | 8 - 4     | Magomedchan Aratsilov (URS) | 3   |     |
|     | 4   | István Kovács (HUN)         | TF / 1:48 | Ismail Abilov (BUL)         | 0   | 1   |
| 3   | 0   | Magomedchan Aratsilov (URS) | 18 - 1    | István Kovács (HUN)         | 4   | 8   |